# Jasło

Jasłos vapen.

Jasło är en stad i Nedre Karpaternas vojvodskap i sydöstra Polen. Staden hade 37 343 invånare år 2009. Från och med 1366 omfattades Jasło av Magdeburgrätten.
År 1944 brände Wehrmacht i princip hela staden.